# 平和台公園

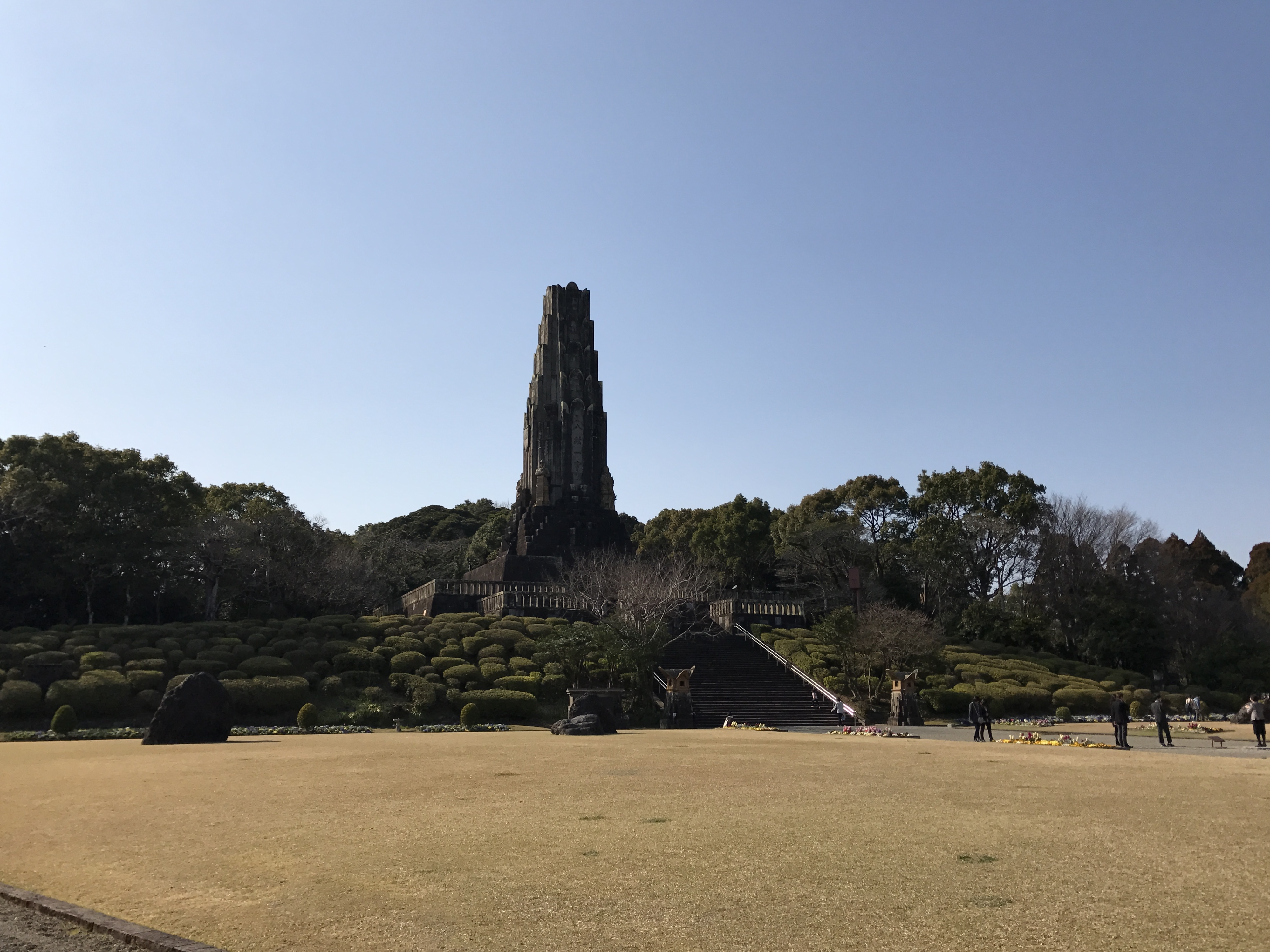
芝生広場と平和の塔

平和台公園（へいわだいこうえん）は、宮崎県宮崎市下北方町の丘陵地にある都市公園。宮崎県総合文化公園とともに『パークマネージメント宮崎』が管理する。宮崎交通の接続もあり。
平和の塔（八紘之基柱、八紘一宇の塔）があることで知られる。

## 歴史
平和台公園のほとんどの土地はとある一家の土地だった。

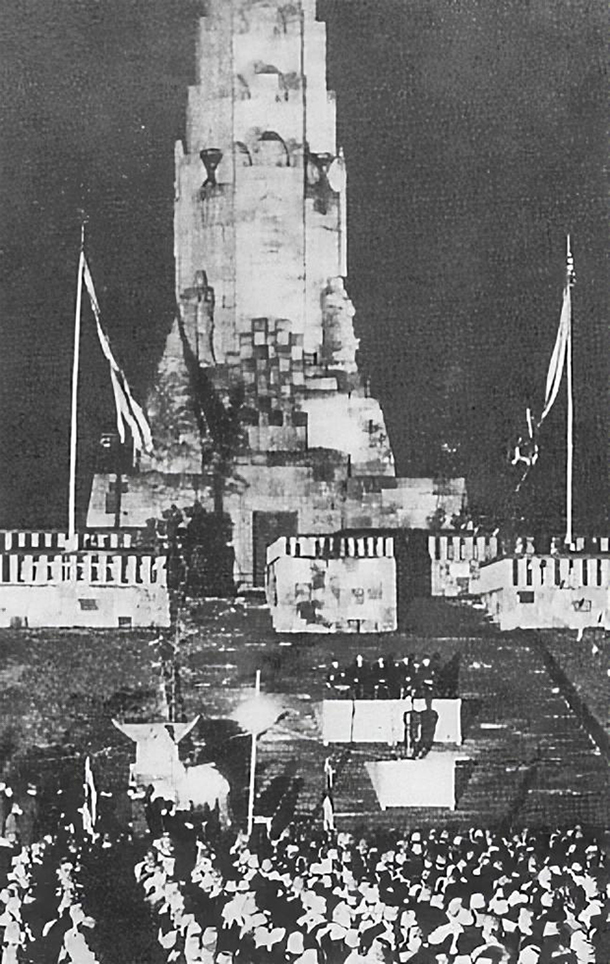
八紘之基柱竣工式（1940年）

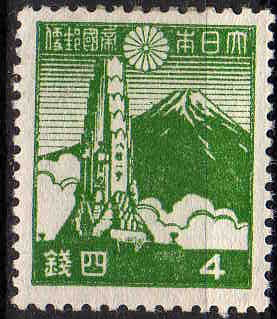
完成当時の姿を描いた普通切手（1942年発行）

「紀元2600年記念事業」として宮崎県奉祝会が中心となり、『八紘之基柱』（あめつちのもとはしら）の建設と周辺広場の造成を実施。作業員延べ66,500人、総工費67万円をかけて1940年（昭和15年）11月25日に完成した。1942年（昭和17年）10月には大日本帝国逓信省（現在の日本郵便）が、4銭普通切手として国威発揚のデザインとして採用され、富士山とともに描かれていた。
太平洋戦争後、GHQにより『大東亜戦争』・『八紘一宇』などの言葉が国家神道を連想させるとして1946年（昭和21年）1月に「八紘一宇」の文字と武人の象徴である荒御魂像（あらみたま）が取り除かれ、名称も『平和の塔』と改められた。
1957年（昭和32年）4月2日に都市公園として指定されることにより、都市公園としての整備も進められる。これに伴い平和の塔の復元が決定され、1962年（昭和37年）10月5日に荒御魂像が、1965年（昭和40年）1月30日には八紘一宇の文字がそれぞれ復元された。1964年（昭和39年）の東京オリンピックでは平和の塔が聖火リレーの第2スタート地点となった。
現在では平和の塔が宮崎県の代表的な観光地のひとつとして、運動広場や自然散策路などが地元住民のレクリエーション施設として機能している。

## 施設
- 平和の塔

高さ36.4メートル、面積1,070平方メートル、体積834立方メートル。世界各地の切石1,789個（縦45センチメートル、横60センチメートル）を含む石材で構成されている。
塔は御幣を表している。正面には秩父宮雍仁親王による「八紘一宇」の文字が刻まれており、四隅には正面（東側）から時計回りに漁人である『奇御魂』（くしみたま）、武人である『荒御魂』、商工人である『和御魂』（にぎみたま）、農耕人である『幸御魂』（さちみたま）の四魂像（信楽焼で高さ4.5m）が配置されている。内部には天孫降臨や波限の産屋、神武天皇即位、葦原中国平定、明治維新、世界地図、紀元2600年が描かれたレリーフがあるが、一般公開はされていない。
設計は日本サッカー協会のシンボルマーク「八咫烏」を制作したことで知られる彫刻家、日名子実三が担当した。
周辺広場を含めた面積は9,900平方メートル（3,000坪）、芝生部分は紀元2600年に合わせて2,600坪。
塔の前の砂利道の中央部に設置された小さい岩盤に上り、拍手すると塔にこだまして独特な音が聞こえる。

- はにわ園

1962年3月31日に完成。地元住民向けのアトリエとしても機能する『はにわ館』と400体の埴輪のレプリカが園内に点在する。『はにわ館』前には1964年の東京五輪の聖火リレーの際に本部マサが製作し平和の塔に設置された、埴輪をモチーフとした聖火台が残されている。

- 運動広場

公園の北側に整備。アスレチック広場と人工草スキー場が隣接する。多目的グラウンドとして野球場も2面あり。

- レストハウス

公園の南側の第一駐車場に隣接。『森のレストラン平和台』からは宮崎市街地を一望することができる。現在1日何便かほど宮崎交通が接続中。（ここからの始発便もあり）

- せせらぎ水路

公園内の中央を横断するかたちで越ヶ迫池に注ぐ。

- 自然散策路

園内を周遊するかたちで複数のコースが整備されており、展望デッキが3ヶ所設けられている。

- 駐車場

南側に第一駐車場、西側に第二駐車場、北側の運動公園隣に第三駐車場が整備されている。

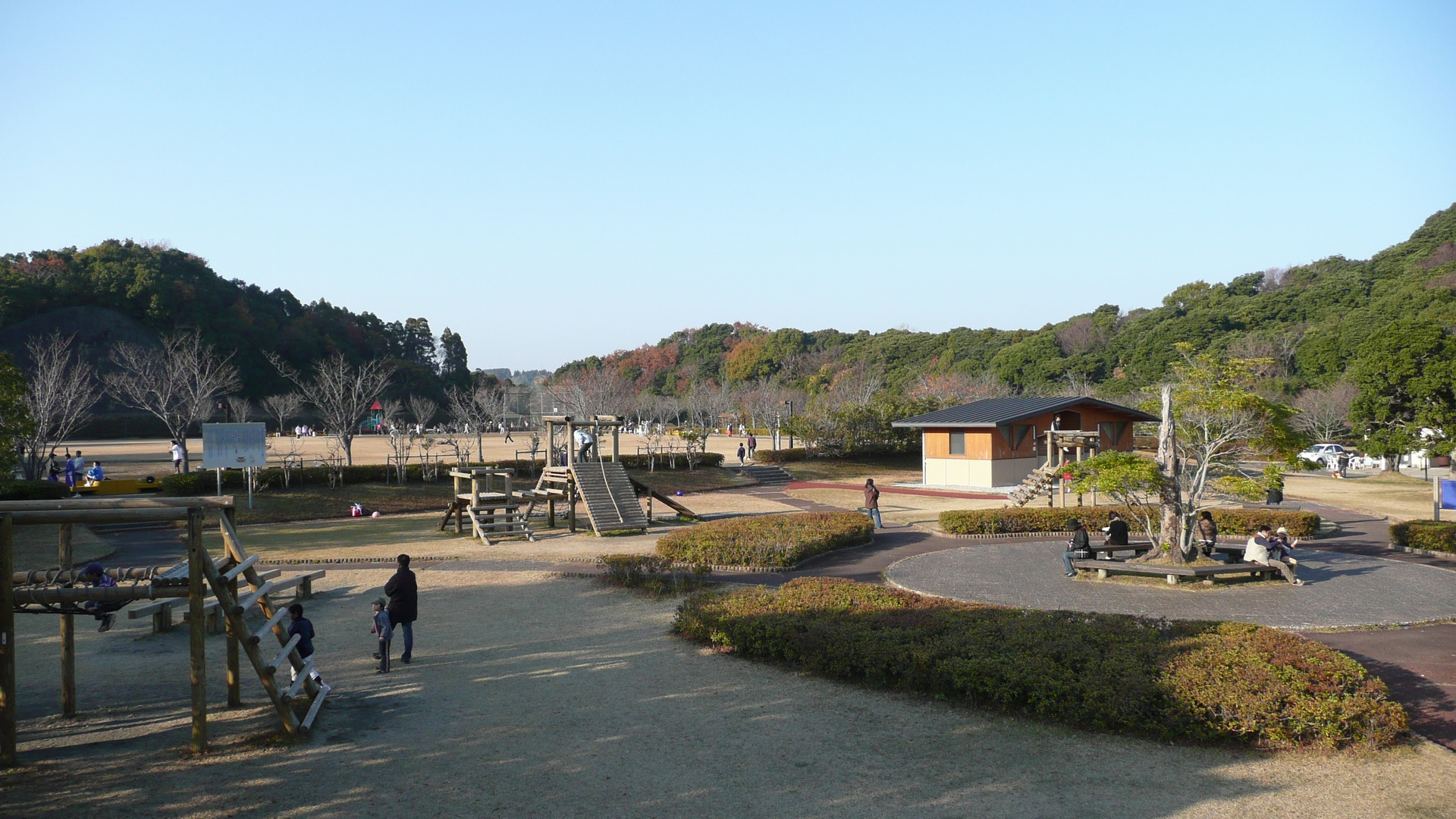
アスレチック広場と運動広場
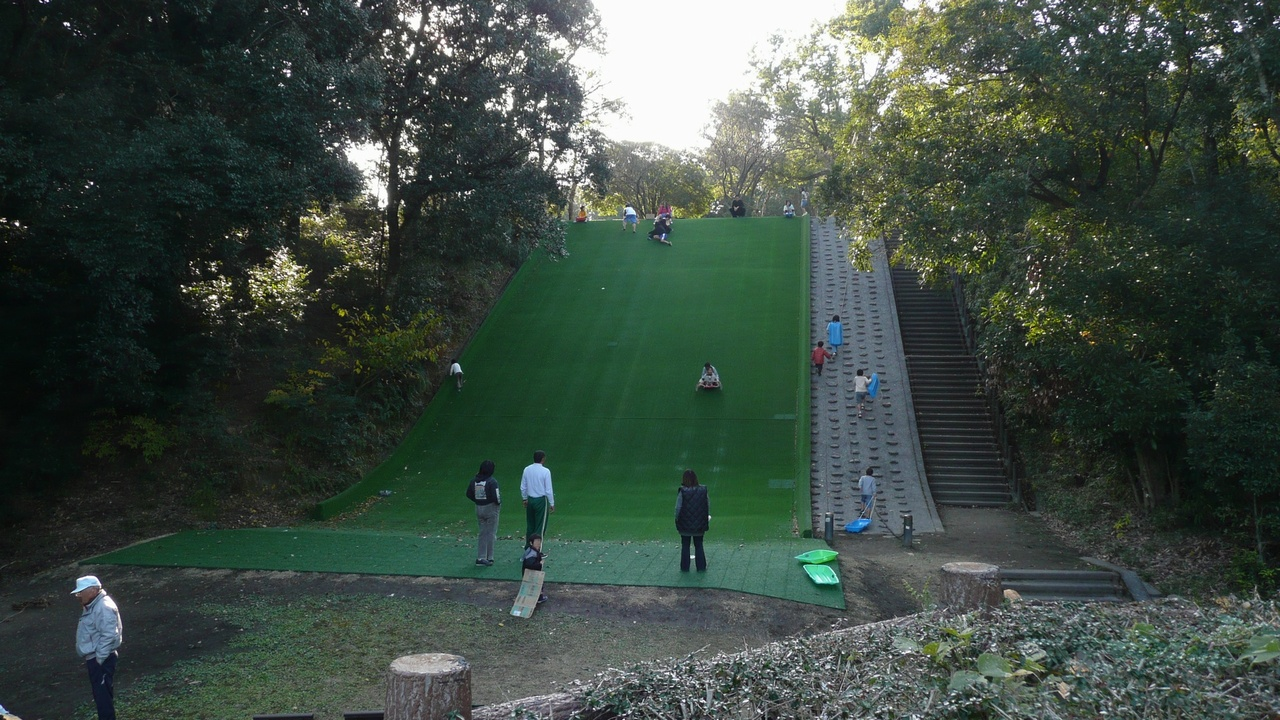
人工草スキー場
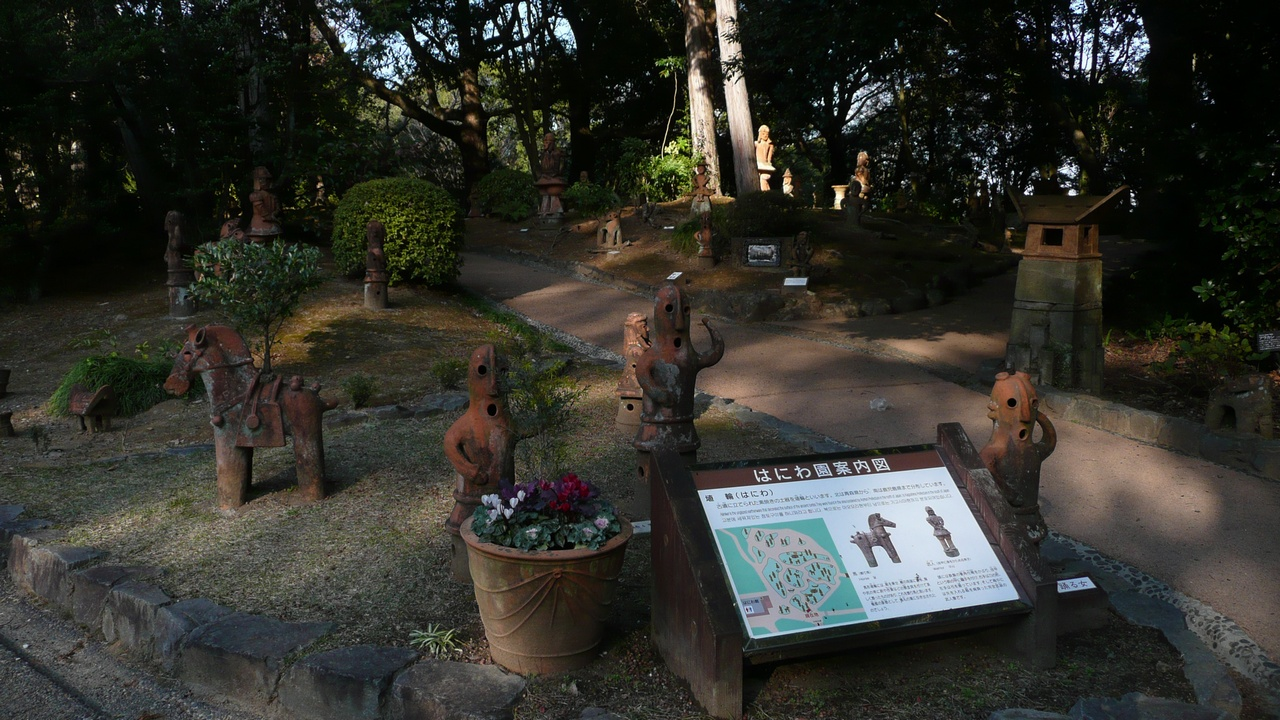
はにわ園
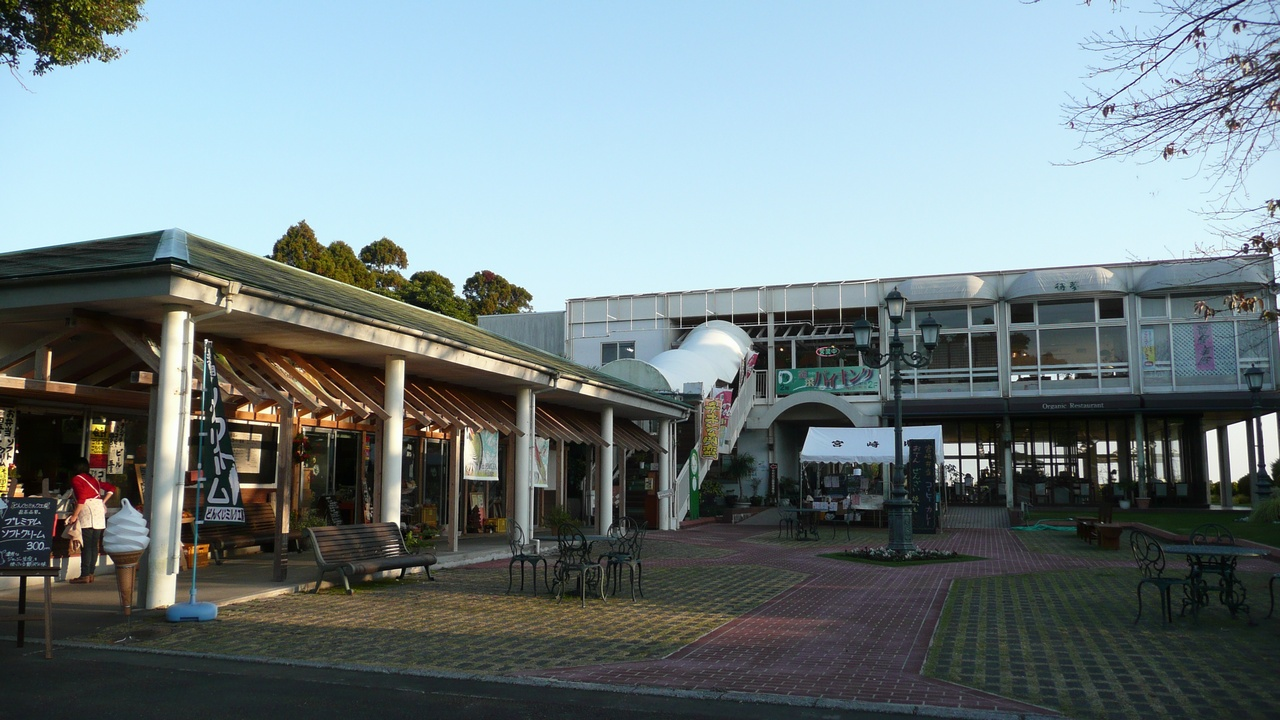
レストハウス
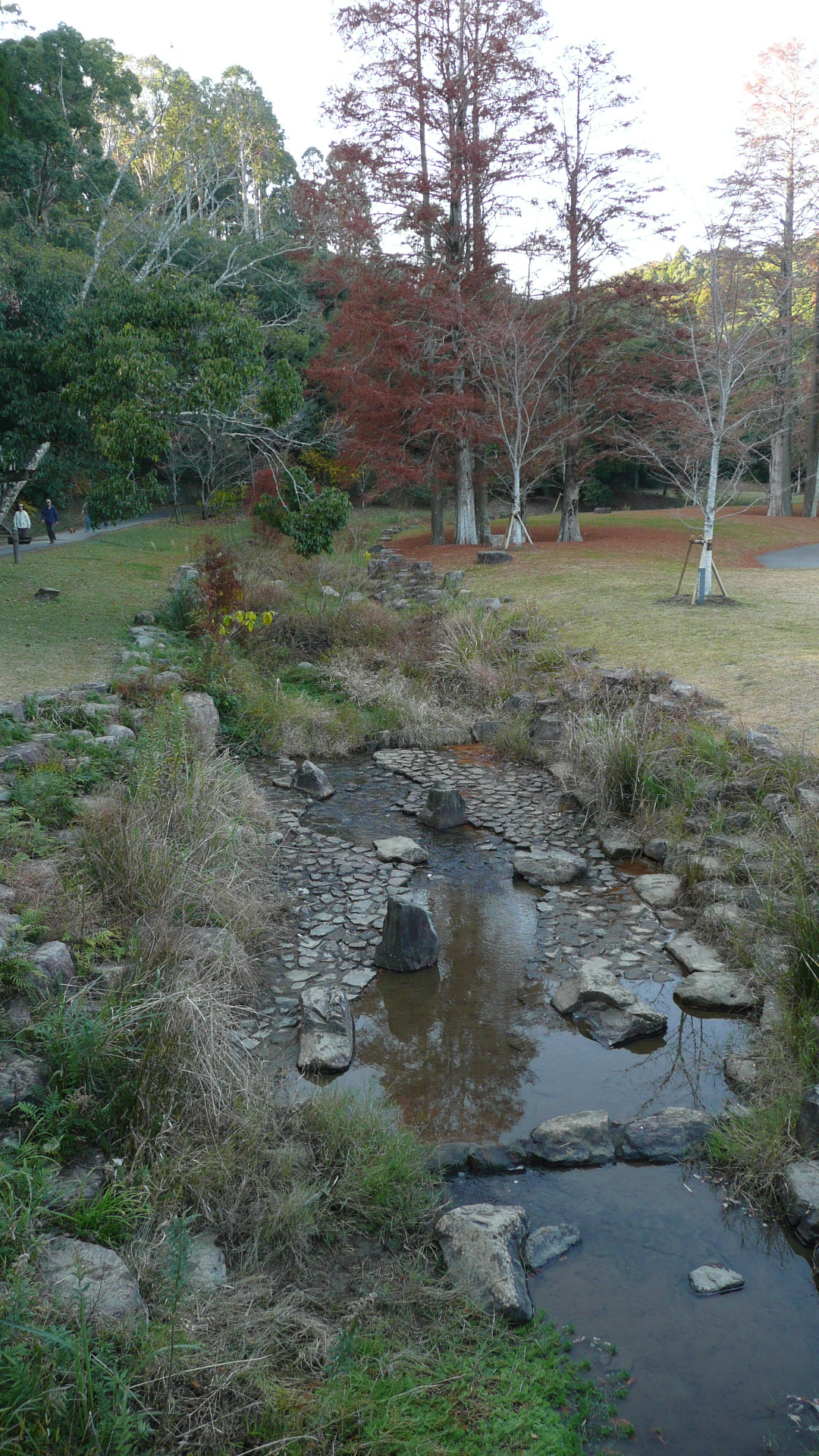
せせらぎ水路

また、敷地内には公園施設とは別に「下北方古墳群」の古墳がいくつか存在する。

## テレビ局の送信所
NHK宮崎放送局と宮崎放送（mrt）がテレビ放送を開始するにあたって、送信所の設置地点として当初平和台が予定地とされていた。ところが、平和台は海抜高度が60メートル程度ということもあり、中継局を大量に設置（100局ほど）する必要があることが予想された。このことから、2社は送信所を田野町の鰐塚山頂に設置することに決定した。